# Ramón Feced
Ramón Feced Gresa (Aliaga, 4 décembre 1885 - Madrid, 10 mai 1959) est un avocat et homme politique espagnol. Il a été Ministre l'Agriculture de nombreuses fois pendant la Seconde République espagnole.